# マイクロフィラメント

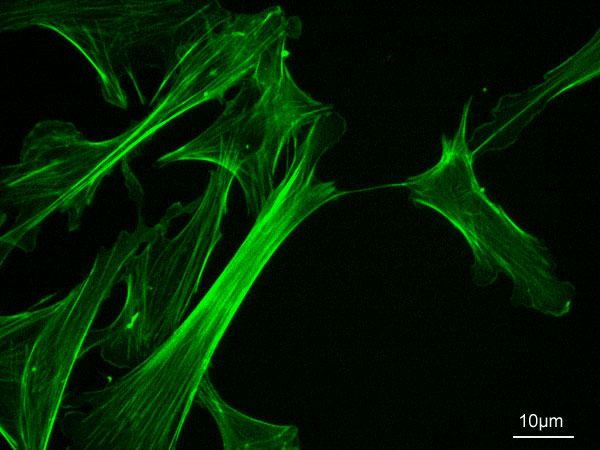
マウス線維芽細胞のマイクロフィラメント。蛍光染色像

マイクロフィラメント、ミクロフィラメントとは、微小線維（びしょうせんい）、微細線維（びさいせんい）とも呼ばれ、細胞内にあって、細胞の形を維持したり、形を変化させたり、細胞内の物質移動を担っている細胞骨格を構成する線維のうちのひとつ。
その実体は、蛋白質であるアクチンが線維状に重合してできるポリマーで、線維状アクチン（Fアクチン）と呼ばれる高分子が主な構成成分である。このことから、アクチンフィラメントと呼ばれることもあるが、必ずしもアクチンのみからなる線維構造ではないので、この呼称の扱いには注意が必要となる。
マイクロフィラメントを構成するアクチンは、筋に含まれるαアクチンとは型が異なり、βアクチンである。外径は6 nm前後。二重らせん構造となっており、アクチン分子13.5個、35 nmでちょうど1回転ねじれている。
マイクロフィラメントは、電子顕微鏡により直接観察するほか、アクチンと結合する性質を持ったファロイジンという分子を利用することでも観察できる。ローダミンなどの蛍光色素を結合させたファロイジンをアクチンに作用させることでアクチン繊維を染色し、蛍光顕微鏡下で観察できる。